# Krokodyl Dundee
Krokodyl Dundee (ang. Crocodile Dundee) – australijski film fabularny z 1986 roku w reżyserii Petera Faimana, ze współscenarzystą i aktorem Paulem Hoganem w roli głównej.

## Fabuła
Komedia o konfrontacji przedstawicieli dwóch światów – trapera wychowanego w australijskim buszu i pięknej nowojorskiej dziennikarki. Film był nominowany do Oscara w kategorii Najlepszy Scenariusz, Paul Hogan otrzymał nagrodę Złotego Globu za najlepszą rolę męską, zaś Linda Kozlowski i sam film były nominowane do tej nagrody.
Po sukcesie Krokodyla Dundee, nakręcono dwa sequele: Krokodyl Dundee II w 1988 roku i Krokodyl Dundee w Los Angeles w 2001.

## Obsada
- Paul Hogan – Mick „Krokodyl” Dundee
- Linda Kozlowski – Sue Charlton
- John Meillon – Walter Reilly
- David Gulpilil – Neville „Nev” Bell
- Steve Rackman – Donk
- Gerry Skilton – Nugget
- Terry Gill – Duffy
- Mark Blum – Richard Mason
- Michael Lombard – Sam Charlton
- Reginald VelJohnson – Gus
- David Bracks – Burt
- Peter Turnbull – Trevor
- Rik Colitti – Danny
- Christine Totos – Rosita
- Graham Walker – Angelo
- Caitlin Clarke – Simone
- Nancy Mette – Karla
- John Snyder – alfons
- Anne Carlisle – Gwendoline
- Anne Francine – Fran
- Paige Matthews – imprezowa dziewczyna
- Paul Greco – nowojorczyk

## Krytyka
Krytyk Nigel Floyd stwierdził, że główny bohater, pochodzący z buszu australijski prostaczek za granicą, uwypukla absurdalność Manhattanu z jego narkomanią, pretensjonalnością i materializmem. Według niego w pomyśle tym nie ma nic szczególnie oryginalnego, zaś cel satyry łatwy jest do przewidzenia, ale rozbrajająca naiwność Dundee'go staje się w paru przypadkach źródłem wybornych sytuacji komediowych, a w paru innych - wzruszenia. Postać Dundee'go nie wykracza w obrazie poza poziom prostego symbolu. Do wielkomiejskiego życia dostosowuje się zbyt łatwo, co sprawia, że jego komentarze tracą na ostrości. Humor działa wywodzi się z programu "The Paul Hogan Show" (serii skeczów telewizyjnych z gwiazdorską obsadą). Każdy z epizodów sprawia wrażenie zrobionego pod finałową puentę.
Krytyk Iannis Katsahnias wskazał, że film zachwala te same wartości, co kino amerykańskie ery niewinności, z mniejszym talentem może, ale z większą naiwnością, być może udawaną lecz dobrze ukrytą. Mamy tu do czynienia z odwróceniem pewnych konwencji: kowboj nowego typu eksploruje nie dzikie prerie, ale cywilizowane terytorium amerykańskie. Film odkrywa więc ducha pionierów w centrum wielkiej metropolii.